# Крин (лилия)

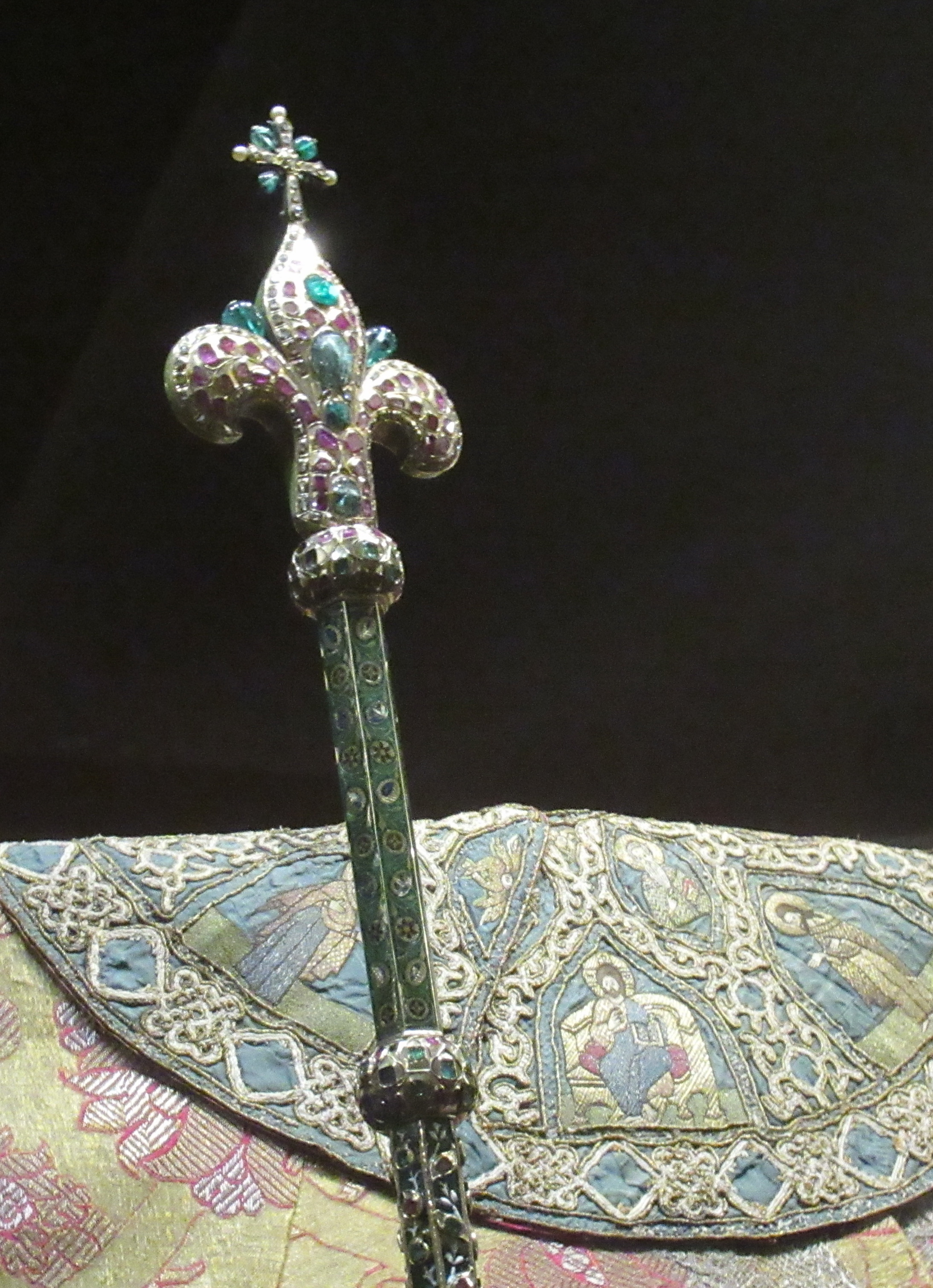
Скипетр царя Алексея Михайловича

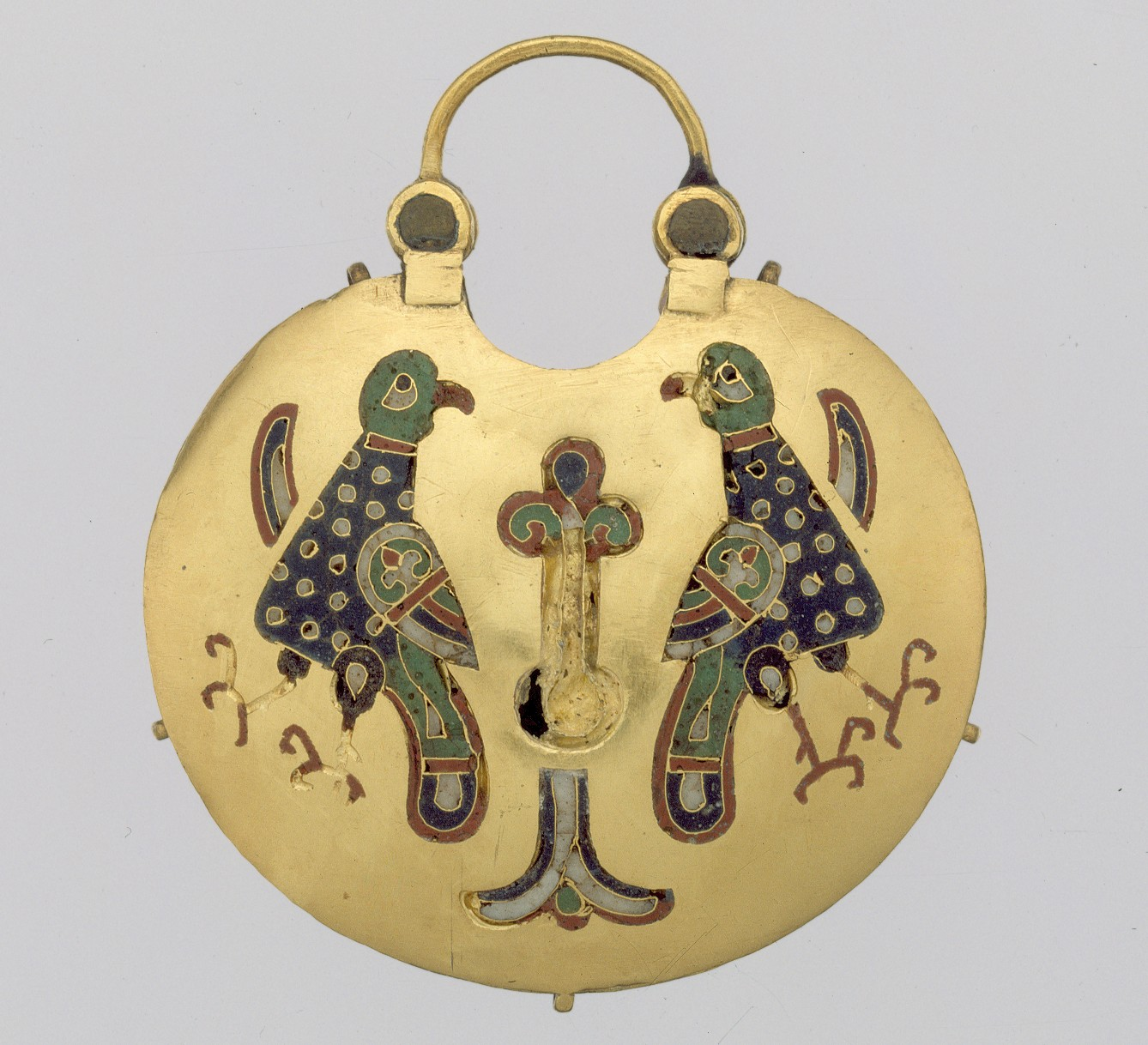
Колт в технике перегородчатой эмали с крином между фигурами птиц.

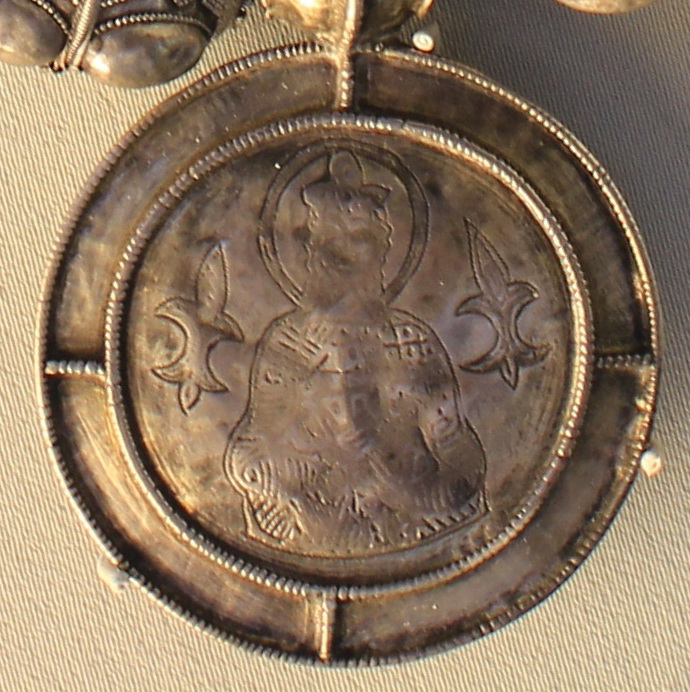
Два крина по бокам от фигуры святого (Суздальское оплечье, 12-13 век)

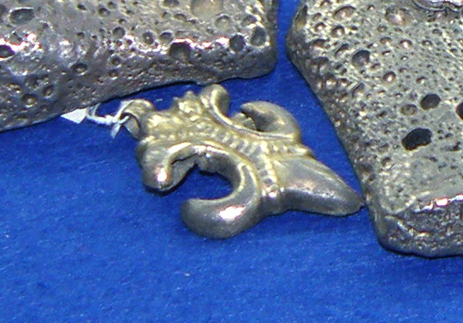
Криноподобная подвеска, Вищинский клад

Крин, крiнъ (от греч. κρίνον — «лилия, прекрасный цветок»). Церковнославянское именование цветка лилия и искусствоведческий термин для обозначения стилизованного цветка в византийском и русском искусстве.
Имеет форму из трёх или более лепестков, два боковых отогнуты (европейский аналог — флёр-де-лис). Встречается обычно в орнаментах и узорах декоративно-прикладного искусства; в иконописи — навершия мерил (посохов) архангелов.
Форма креста в русском искусстве, при которой его окончания закругляются и разделяются натрое, превращаясь в стилизованный цветок лилии, называется криновидный крест. Украшения в форме крина называются кринообразными, криноподобными.

## В искусстве
В Византии лилия-крин заменила ближневосточную пальметту на вершине мирового древа, или древа жизни, и получила новое смысловое наполнение: символ Благовещения, обновления мира.
Н. П. Кондаков уже в XIX веке кратко формулирует историю мотива крина, обладавшего схематической простотой и заместившего виноградную лозу и пальметту к X—XI векам. Лилия символизировала «процветание и рост (возвышение, высота центрального лепестка лилии) — характеристики сильной и успешной власти. Изображение крина находится на императорских повседневных головных уборах, замещая собой торжественные регалии. Женские прически и диадемы украшаются навершиями в форме кринообразных цветов, возвеличивая женщину. Белая лилия стала символом божественной чистой красоты и связалась с образом Девы Марии и сюжетом Благовещения».
Исследовательница Н. В. Жилина пишет, что мотив встречается уже на произведениях ранневизантийского периода. Это мозаика церкви Сан-Витале в Равенне (VI в.), золотой крест из Константинополя (VI в.). Затем в ІХ-XI веках крин представлен на византийских ювелирных изделиях с эмалью и чернью и в каменной резьбе (панель из Фессалоник). «Осмысление криновидных орнаментов связано и с символикой власти: венец императора Константина VII на костяной пластине X в. дополнен трилистником. Такой знак понятен и рядом с изображениями русских князей».
Жилина пишет, что примеры семантичных мотивов крина восходят к V—VI векам: «лилия осмысливается как райский цветок, цветок добродетели. Крин соединяется с крестом. Кринообразными мотивами оформляются предметы христианского культа, лилиеобразные цветы замещают ветви виноградной лозы в композиции процветшего креста, крин создает основание креста, увенчивающего модель храма; развиваются четырёхчастные розетки из кринов, воспринимающиеся как кресты». Со временем крин теряет форму цветка, лепестки становятся листами, заменяют собой и виноградные листья, и пальметту. Вырабатывается форма трилистника-ростка, удобно вписываемая в любой участок поверхности.
Академик Б. А. Рыбаков относит изображения крина (ростка) в Древней Руси к «аграрно-заклинательной символике» наряду с водой, землей, семенами и так далее.
Т. И. Макарова пишет, что трёхлепестковый росток-крин лежит в основе растительной орнаментации старейших русских книг: Остромирова Евангелия (1056 г.), Изборника Святослава (1073 г.), Мстиславова Евангелия (до 1117 г.), Служебника Варлаама Хутынского (XII в.), Юрьевского Евангелия (1119—1123 гг.). Он же часто встречается в перегородчатых эмалях, в архитектурных орнаментах.

### Сложный крин
Изображение западной стилизованной лилии статично и всегда содержит только три лепестка, в то время как изображение крина вариативно: содержит от 3 до 9 и более округлых лепестков (временами сливаясь с «пальметтой»), часто выступает частью замысловатого узора или орнамента.
Т. И. Макарова пишет: «В орнаменте крин в простейшем варианте встречается не так уж часто. Как правило, мы имеем дело с его многочисленными модификациями». По её мнению, производными крина являются ветка; крин, заключенный в круг или сердцевидную фигуру; розетка, в которой крин повторяется четырёхкратно; бесконечное усложнение схемы рисунка крина; ветвь, образованная делением крина пополам («из ветвей-полукринов возникают пышные древа, в рисунке которых часто присутствует и крин»). Для всех этих орнаментов характерна зеркальная симметрия (если не считать рассеченых кринов). Также встречаются бордюры из повторяющихся или чередующихся кринов разных очертаний; бесконечный побег, образованный ветвями-полукринами.